# Walenty Kamieński
Walenty Kamieński (Kamiński) herbu Jastrzębiec (zm. po 1595 roku) – poborca w województwie kijowskim.
Poseł na sejm koronacyjny 1587/1588 roku z województwa rawskiego.